# São João do Sul
Pour les articles homonymes, voir São João.
São João do Sul est une ville brésilienne du littoral sud de l'État de Santa Catarina.

## Géographie
São João do Sul se situe par une latitude de 29° 13′ 24″ sud et par une longitude de 49° 48′ 36″ ouest, à une altitude de 15 mètres.
Sa population était de 7 002 habitants au recensement de 2010. La municipalité s'étend sur 183 km2.
Elle fait partie de la microrégion d'Araranguá, dans la mésorégion Sud de Santa Catarina.

## Villes voisines
São João do Sul est voisine des municipalités (municípios) suivantes :
- Passo de Torres
- Balneário Gaivota
- Santa Rosa do Sul
- Praia Grande
- Torres dans l'État du Rio Grande do Sul
- Mampituba dans l'État du Rio Grande do Sul